# Скупщина Автономного края Воеводина
Скупщина автономного края Воеводина (серб. Скупштина Аутономне покрајине Војводине / Skupština Autonomne pokrajine Vojvodine, венг. Hungarian: Vajdaság Autonóm Tartomány Képviselőháza, рум. Adunarea Provinciei Autonome Voivodina, хорв. Skupština Autonomne Pokrajine Vojvodine, русин. Скупштина Автономней Покраїни Войводини, словац. Zhromaždenie Autonómnej pokrajiny Vojvodiny) является высшим представительным органом Воеводины — автономного края в составе Республики Сербия. Насчитывает 120 депутатов.
На выборах депутатов Скупщины 6 мая 2012 года по пропорциональной избирательной системе в крае, в одном избирательном округе, 60 депутатов были избраны по спискам политических партий и  коалиций. По мажоритарной системе, 20 мая, также избраны 60 депутатов, в том числе и независимые кандидаты в 60 округах. Новая сессия парламента провинции началась 22 июня 2012 года.
Председателем Скупщины является Иштван Пастор, лидер Альянса воеводинских венгров.

## Состав

### Комитеты
В Скупщине Автономного края насчитывается 20 постоянных комитетов:
- по вопросам конституционного и правового положения в провинции
- сотрудничество с комитетами Народной скупщины, касающиеся Автономного края
- экономический
- уставный
- сельскохозяйственный
- городского планирования и охраны окружающей среды
- по вопросам бюджета и финансов
- образования, науки, культуры, молодежи и спорта
- здравоохранения, социальной политики и труда
- по демографической политике
- информационный
- по вопросам ходатайств и прошений
- по структуре управлении и местному самоуправлению
- по административным вопросам
- для определения идентичности краевого законодательства в языках и их официальном использовании
- по безопасности
- по приватизации
- по вопросам европейской интеграции и международного сотрудничества
- по вопросам гендерного и национального равенства.

### Политические партии и группы, представленные в Скупщине
Последние выборы в Скупщину Автономного края Воеводина состоялись 2 июня 2016 года.
- Александр Вучич—Сербия побеждает — 63
- Социалистическая партия Сербии — 12
- Демократическая партия — 10
- Др. Воислав Шешель—Сербская радикальная партия — 10
- Лига социал-демократов Воеводины — 9
- Хватит—Саша Радулович — 7
- Альянс воеводинских венгров—Иштван Пастор — 7
- Независимые — 8

Скупщине Воеводины подотчетно правительство края.